# Dos Equis Pavilion
Dos Equis Pavilion é uma arena multi-uso localizado em Dallas, Estados Unidos.
O local foi inaugurado em 1988, chamado de Coca-Cola Starplex Amphitheatre. Após os direitos de nome da Coca-Cola expirarem em 1998, o local passou a ser conhecido simplesmente como Anfiteatro Starplex. Em 2000, os direitos de nomeação para o anfiteatro foram vendidos para a empresa de vodka Smirnoff, como resultado de um acordo de patrocínio de empresas com a House of Blues. O centro foi então renomeado para Smirnoff Music Centre. Em janeiro de 2008 mudou para Superpages.com Center, em 2011 para Gexa Energy Pavilion, e em abril de 2018 para Dos Equis Pavilion.
O local é operado pela Concertos Live Nation, uma entidade da Live Nation Entertainment.